# Vetenskapsåret 1707

## Händelser
- 16 december - det senaste registrerade utbrottet av vulkanen Fuji.
- Arithmetica universalis, Isaac Newtons samlade verk om algebra, publiceras.
- John Floyer presenterar i The Physician's Pulse Watch idén att mäta puls under en minut.
- Giovanni Maria Lancisi publicerar De Subitaneis Mortibus (Om plötslig död), ett tidigt arbete i kardiologi.

## Födda
- 11 januari - Vincenzo Riccati (död 1775), italiensk matematiker.
- 10 april - John Pringle (död 1782), skotsk läkare.
- 15 april - Leonhard Euler (död 1783), schweizisk matematiker.
- 23 maj - Carl von Linné (död 1778), svensk naturforskare
- 7 september - Georges-Louis Leclerc, Comte de Buffon (död 1788), fransk naturforskare.
- Lars Liedbeck (död 1762), svensk matematiker.
- Benjamin Robins (död 1751), engelsk forskare och ingenjör.

## Avlidna
- 28 oktober - Maria Clara Eimmart (född 1676), tysk astronom